# Clemens Brentano
Clemens Maria Brentano (ur. 9 września 1778 w Ehrenbreitstein (obecnie część Koblencji), zm. 28 lipca 1842 w Aschaffenburgu) – niemiecki pisarz.

## Życiorys
Urodził się w rodzinie kupca frankfurckiego. Został ochrzczony w kościele katolickim. Do jego rodzeństwa należeli Bettina, która poślubiła poetę Achima von Arnim, Georg, Christian, Sophie, Ludovica („Lulu“), Kunigunde („Gunda“), która poślubiła prawnika Friedricha Carla von Savigny oraz Magdalene („Meline“).
Clemens Brentano podpisywał swoje wczesne utwory pseudonimem „Maria”.
Po zakończonej niepowodzeniem nauce zawodu kupca w Bad Langensalza rozpoczął w 1797 studia górnicze na uniwersytecie w Halle, 1798 studia medyczne na uniwersytecie w Jenie. Zamiast ukończyć studia, zajął się twórczością literacką. W roku 1801 jako student filozofii na uniwersytecie w Getyndze zaprzyjaźnił się z Ludwigiem Achimem von Arnimem. Poślubił pisarkę Sophie Mereau i zamieszkał w Heidelbergu, gdzie wydał zbiór pieśni ludowych „Des Knaben Wunderhorn” („Czarodziejski róg chłopca”). W 1806 zmarła jego żona przy narodzinach trzeciego dziecka. W kilka miesięcy później poślubił Augustę Bußmann, lecz to małżeństwo zakończyło się rozwodem w 1814. W końcu 1809 zamieszkał w Berlinie. Został członkiem Deutsche Tischgesellschaft. W 1811 opuścił Berlin, przebywał w Czechach i od 1813 w Wiedniu. Powrócił do Berlina 1815. Poznał tam córkę pastora Luise Hensel, lecz małżeństwo nie doszło do skutku. Przełomowym momentem jego życia okazał się rok 1819, kiedy poznał mistyczkę Annę Katarzynę Emmerich. Od tej pory, aż do jej śmierci w 1824, spisywał jej wizje, czego efektem było ukazanie się trzyczęściowej relacji pt. „Żywot i Bolesna Męka Pana Naszego Jezusa Chrystusa” (1833). Będąc pod wpływem Emmerich, do końca życia był gorliwym katolikiem, a jego twórczość skupiała się już wyłącznie na tematach wiary chrześcijańskiej.
W 1833 poznał w Monachium szwajcarską malarkę Emilie Linder.

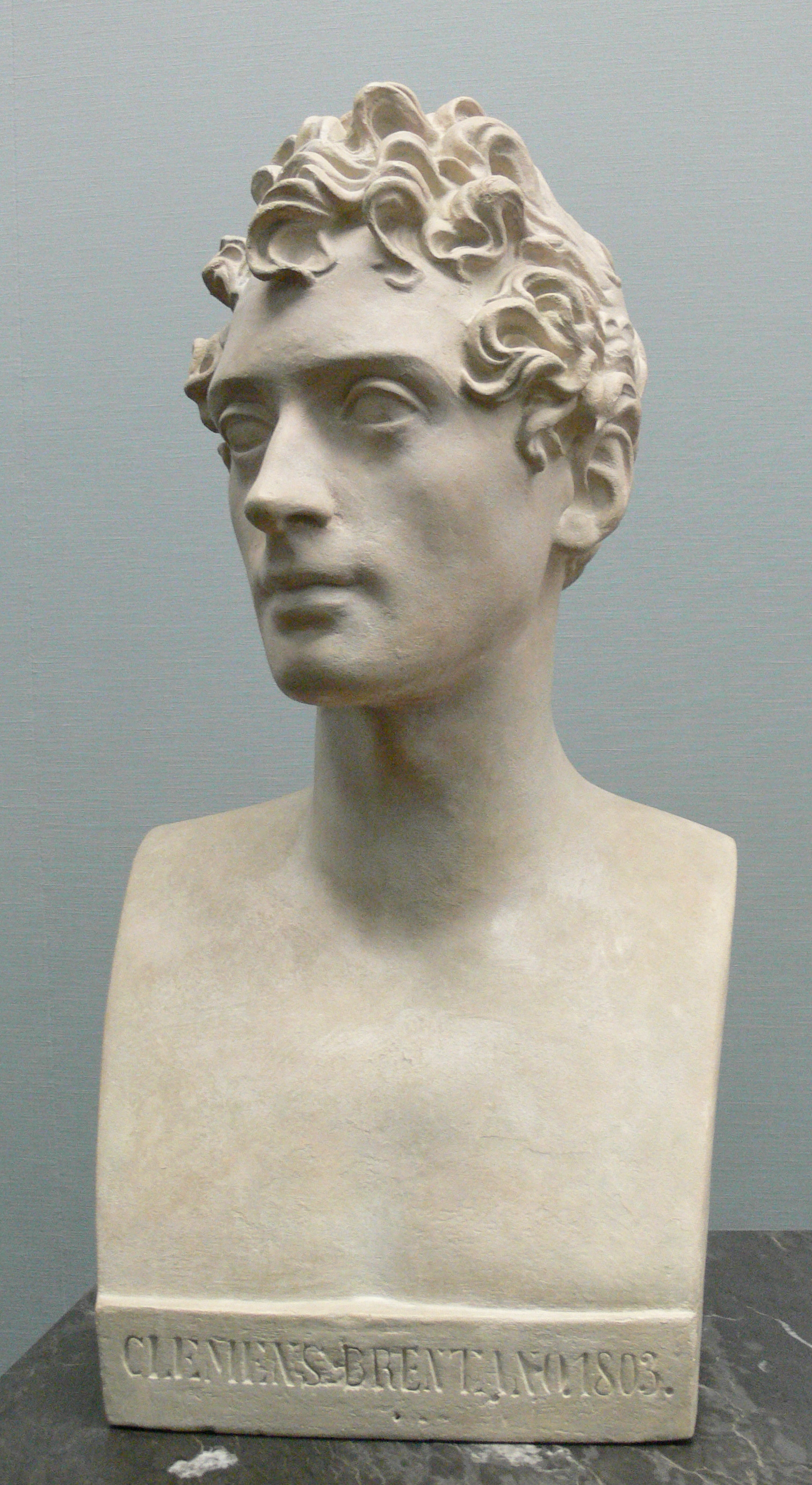
Popiersie Clemensa Brentano, 1803

## Dzieła

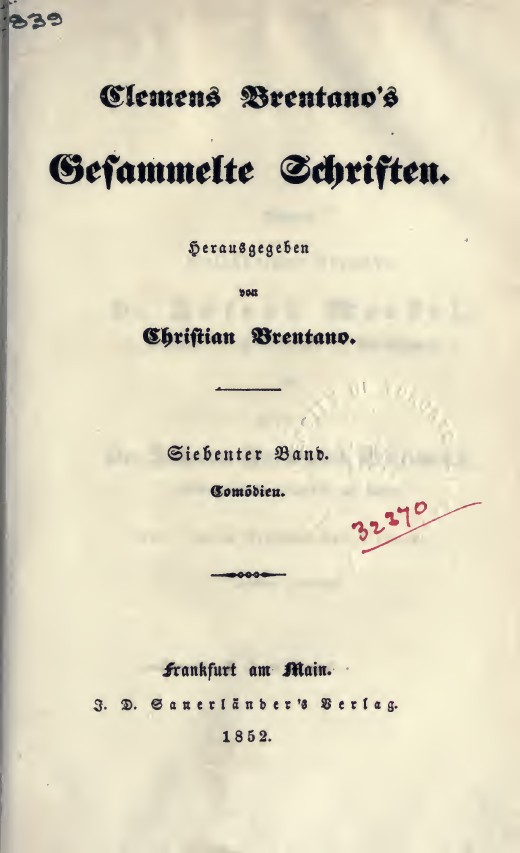
Comödien (1852)

- Godwi oder Das steinerne Bild der Mutter, 1801
- Ponce de Leon, 1804
- Des Knaben Wunderhorn, 1806 i 1808
- Entweder wunderbare Geschichte von Bogs dem Uhrmacher, wie er zwar das menschliche Leben längst verlassen, nun aber doch, nach vielen musikalischen Leiden zu Wasser und zu Lande, in die bürgerliche Schützengesellschaft aufgenommen zu werden Hoffnung hat, oder die über die Ufer der Badischen Wochenschrift als Beilage ausgetretene Conzert-Anzeige, 1807
- Die Gründung Prags, 1814
- Die mehreren Wehmüller und die ungarischen Nationalgesichter, 1817
- Die drei Nüsse, 1817
- Geschichte vom braven Kasperl und dem schönen Annerl, 1817
- Die Chronika des fahrenden Schülers, 1818
- Die Rheinmärchen, 1826
- Das bittere Leiden unseres Herrn Jesu Christi. Nach den Betrachtungen der Gottseligen Anna Katharina Emmerich, 1833
- Gockel, Hinkel und Gackeleia, 1838
- Romanzen vom Rosenkranz, 1852
- Gedichte, 1854
- Der schiffbrüchige Galeerensklave vom todten Meer, 1949

## Opracowania
- Laura Benzi: Resakralisierung und Allegorie im Spätwerk Clemens Brentanos. Das Märchen von „Gockel, Hinkel und Gackeleia” (1838) und „Das bittere Leiden unsers Herrn Jesu Christi” (1833). Bern u. a.: Lang. 2002.
- Konrad Feilchenfeldt (Hrsg.): Brentano-Chronik. Daten zu Leben und Werk. München u. a.: Hanser. 1978. (= Reihe Hanser; 259; Chroniken)
- Wolfgang Frühwald: Das Spätwerk Clemens Brentanos (1815-1842). Romantik im Zeitalter der Metternich’schen Restauration. Tübingen: Niemeyer. 1977. (= Hermaea; N.F. 37)
- Sabine Claudia Gruber: Clemens Brentano und das geistliche Lied. Tübingen u. a.: Francke. 2002. (= Mainzer hymnologische Studien; 4)
- Kristina Hasenpflug: Clemens Brentanos Lyrik an Luise Hensel. Mit der historisch-kritischen Edition einiger Gedichte und Erläuterungen. Frankfurt am Main u. a.: Lang. 1999. (= Europäische Hochschulschriften; Reihe 1; Deutsche Sprache und Literatur; 1707)
- Werner Hoffmann: Clemens Brentano. Leben und Werk. Bern u. a.: Francke. 1966.
- Silke Horstkotte: Androgyne Autorschaft. Poesie und Geschlecht im Prosawerk Clemens Brentanos. Tübingen: Niemeyer. 2004. (= Hermaea; N.F., 104)
- Hwa-Jeong Kang: Die Vorstellung von Künstler und Genie bei Clemens Brentano. Frankfurt am Main u. a.: Lang. 1996. (= Regensburger Beiträge zur deutschen Sprach- und Literaturwissenschaft; Reihe B, Untersuchungen; 63)
- Helene M. Kastinger Riley: Clemens Brentano. Stuttgart: Metzler. 1985. (= Sammlung Metzler; M 213; Abt. D, Literaturgeschichte)
- Bettina Knauer: Allegorische Texturen. Studien zum Prosawerk Clemens Brentanos. Tübingen: Niemeyer. 1995. (= Hermaea; N.F. 77)
- Ruth Liwerski: Der Kehrreim als Exponent von Gedichten Clemens Brentanos als religiöser Lyrik. Frankfurt am Main u. a.: Lang. 2003.
- Andreas Lorenczuk: Die Bilder der Wahrheit und die Wahrheit der Bilder. Zum „grossen Gockelmärchen” (1838) und den Emmerick-Schriften von Clemens Brentano. Sigmaringen: Thorbecke. 1994. (= Aurora-Buchreihe; 8)
- Detlev Lüders (Hrsg.): Clemens Brentano. Beiträge des Kolloquiums im Freien Deutschen Hochstift 1978. Tübingen: Niemeyer. 1980. (= Reihe der Schriften; Freies Deutsches Hochstift; 24)
- Sabine Oehring: Untersuchungen zur Brentano-Forschung der beiden Jesuiten Johann Baptist Diel und Wilhelm Kreiten. Frankfurt am Main u. a.: Lang. 1992. (= Europäische Hochschulschriften; Reihe 1; Deutsche Sprache und Literatur; 1299)
- Roman Polsakiewicz: Weltgeschichte als Heilsgeschichte. Untersuchungen zur Geschichtsauffassung Clemens Brentanos. Frankfurt am Main u. a.: Lang. 1986. (= Regensburger Beiträge zur deutschen Sprach- und Literaturwissenschaft; Reihe B; Untersuchungen; 31)
- Bernd Reifenberg: Die „schöne Ordnung” in Clemens Brentanos „Godwi” und „Ponce de Leon”.  Göttingen: Vandenhoeck u. Ruprecht. 1990. (= Palaestra; 291)
- Hartwig Schultz: Clemens Brentano. Stuttgart: Reclam. 1999. (= Universal-Bibliothek; 17614; Literaturstudium)
- Susanne Scharnowski: Ein wildes gestaltloses Lied. Clemens Brentanos „Godwi oder Das steinerne Bild der Mutter”.  Würzburg: Königshausen u. Neumann. 1996. (= Epistemata; Reihe Literaturwissenschaft; 184)
- Hartwig Schultz (Hrsg.): Clemens Brentano. 1778-1842. Zum 150. Todestag. 1992. Bern u. a.: Lang. 1993.
- Hartwig Schultz: Schwarzer Schmetterling. Zwanzig Kapitel aus dem Leben des romantischen Dichters Clemens Brentano. Berlin: Berliner Taschenbuch-Verl. 2002. (= BvT; 76083)
- Hartwig Schultz (Hrsg.): Auf Dornen oder Rosen hingesunken? Eros und Poesie bei Clemens Brentano. = Begleitband zu der Ausstellung ... 6. Juli bis 14. September 2003 im Freien Deutschen Hochstift, Frankfurter Goethe-Museum
- Hartwig Schultz: „Unsre Lieb aber ist außerkohren”. Die Geschichte der Geschwister Clemens und Bettine Brentano. Frankfurt am Main u. a.: Insel-Verl. 2004.
- Holger Schwinn: Kommunikationsmedium Freundschaft. Der Briefwechsel zwischen Ludwig Achim von Arnim und Clemens Brentano in den Jahren 1801 bis 1816. Frankfurt am Main u. a.: Lang. 1997. (= Europäische Hochschulschriften; Reihe 1; Deutsche Sprache und Literatur; 1635)
- Rolf Spinnler: Clemens Brentano oder die Schwierigkeit, naiv zu sein. Das Märchen von Fanferlieschen Schönefüßchen. Frankfurt am Main: Hain. 1990. (= Athenäums Monografien; Literaturwissenschaft; 95)
- Martina Vordermayer: Antisemitismus und Judentum bei Clemens Brentano. Frankfurt am Main u. a.: Lang. 1999. (= Forschungen zum Junghegelianismus; 4)
- Ulrich Zwetz: Das Geheimnis der Schrift. Zum Symptom der Bisexualität bei Clemens Brenano. Lage: Jacobs. 1997.